# Love Collection ~mint~
Albums de Kana Nishino
Love place
(2012) With Love
(2014)
Compilations par Kana Nishino
Love Collection ~pink~
(2013)
Love Collection ~mint~ est la 1re compilation de Kana Nishino, sorti sous le label SME Records Inc. le 4 septembre 2013 au Japon.

## Présentation
Elle sort le même jour que la compilation Love Collection ~pink~. Elle sort au format CD et CD+DVD, sur le DVD on peut trouver les clips de toutes les chansons présentes sur le CD. La compilation arrive 1re à l'Oricon. Elle se vend à 147 376 exemplaires la première semaine et reste classé 6 semaines pour un total de 259 640 exemplaires vendus.

## Liste des titres
| 1.  | Believe                                   |  |
| 2.  | Watashi-tachi (私たち)                    |  |
| 3.  | Aitakute Aitakute (会いたくて 会いたくて) |  |
| 4.  | If                                        |  |
| 5.  | Distance                                  |  |
| 6.  | glowly days                               |  |
| 7.  | Make Up                                   |  |
| 8.  | Tokutemo (遠くても) feat. WISE            |  |
| 9.  | Dear...                                   |  |
| 10. | Tatoe Donna ni… (たとえ どんなに・・・)   |  |
| 11. | Be Strong                                 |  |
| 12. | Summer Girl feat. MINMI                   |  |
| 13. | Sweet Dreams                              |  |
| 14. | Happy Happy                               |  |
| 15. | Always                                    |  |

| 1.  | Believe (PV)                                   |  |
| 2.  | Watashitachi (私たち) (PV)                     |  |
| 3.  | Aitakute Aitakute (会いたくて 会いたくて) (PV) |  |
| 4.  | If (PV)                                        |  |
| 5.  | Distance (PV)                                  |  |
| 6.  | Glowly days (PV)                               |  |
| 7.  | Make Up (PV)                                   |  |
| 8.  | Tokutemo (遠くても) feat. WISE (PV)            |  |
| 9.  | Dear... (PV)                                   |  |
| 10. | Tatoe Donna ni... (たとえ どんなに・・・) (PV) |  |
| 11. | Be Strong (PV)                                 |  |
| 12. | Summer Girl feat. MINMI (PV)                   |  |
| 13. | Sweet Dreams (PV)                              |  |
| 14. | Happy Happy (PV)                               |  |
| 15. | Always (PV)                                    |  |